# Jérôme Leroy
Jérôme Leroy (Béthune, 4 novembre 1974) è un ex calciatore francese, di ruolo centrocampista.

## Palmarès

### Club
- Coppa di Francia: 3

PSG: 1994-1995, 1997-1998
Sochaux: 2006-2007
- Coppa di Lega francese: 2

PSG: 1994-1995, 1997-1998
- Supercoppa francese: 1

PSG: 1998